# South West Rail Link
South West Rail Link (SWRL) (svenska: Sydvästra järnvägsförbindelse) är en järnväg i Sydney i New South Wales i Australien. Den dubbelspåriga banan sträcker sig från Glenfield genom Edmondson Park till Leppington, ett avstånd på 11,4 kilometer. Byggarbetet utfördes i två etapper; etapp ett som omfattar en uppgradering till järnvägsstationen Glenfield Railway Station och nära liggande parkeringsplatser, och ombyggnaden av järnvägsknuten Glenfield North Junction till en planskild järnvägsknut, samt etapp två som omfattar SWRL:n själv, dess stationer och järnvägsknuten Glenfield South Junction, där South West Rail Link förenas med delstatens södra stambana Main Southern Line. Banan invigdes den 8 februari 2015 och ingår i Sydneys pendeltågsnät. Hela projektet sköts av Transport for New South Wales.

## South West Rail Link
South West Rail Link annonserades december 2004, och det räknades att South West Rail Link kunde tas i drift redan år 2012. När det meddelades nästan fyra år senare, den 31 oktober 2008, att South West Rail Link skulle byggas i två etappar, hade inget hänt. Projektets två etapper skulle ta hand om olika uppdrag. Den första omfattande olika förbättringar runt om järnvägsstationen Glenfield kallade för Glenfield Transport Interchange samt etapp två, omfattande själva järnvägen. Det dröjde dock tills april 2009 innan etapp ett fick bygglov och tills 18 november 2010 för etapp två att beviljas bygglov.

### Etapp ett - Glenfield Transport Interchange
Etapp ett omfattar olika uppgraderingar runt om järnvägsstationen Glenfield Railway Station, och även en planskild järnvägsknut vid Glenfield North Junction, tillsammans kallas uppgraderingarna för Glenfield Transport Interchange. 
Stationen
Järnvägsstationen själv får en ny plattform, som gör att Glenfield kommer att ha fyra plattformar när projektet är färdigt och samtliga befintliga plattformar förlängs med cirka 7 meter. Utöver den nya plattformen får stationen även en tillgänglighetsanpassning.
Parkering
Som en del av Glenfield Transport Interchange byggdes parkeringsplatsen Seddon Park Commuter Car Park ut med 112 eller 117 nya platser. Utbyggningen påbörjades maj 2009 och de nya platserna invigdes september eller oktober 2009. Utöver de nya platserna vid Seddon Park byggdes ett helt nytt parkeringshus med 700 platser för bilar nära stationen. Parkeringshuset, som kostade 12 miljoner AUD (drygt 80 miljoner SEK), invigdes 3 september 2010.

### Etapp två - South West Rail Link
South West Rail Link är en 11,4 km lång dubbelspårig järnväg som kommer att sträcka sig från Glenfield till Leppington med en mellanliggande station, Edmondson Park. Efter Leppington fortsätter banan ett kort avstånd till Rossmore där det kommer att byggas en bangård där tåg kan ställa upp mellan resor.

### Webbkällor
- NSW Department of Infrastructure, Planning and Natural Resources (maj 2005). ”South West Rail Link - Overview Report” (på engelska). Arkiverad från originalet den 19 september 2006. https://web.archive.org/web/20060919095108/http://www.planning.nsw.gov.au/plansforaction/pdf/swrl.pdf. Läst 10 juli 2012.
- Parsons Brinkerhoff (april 2009). ”Glenfield Transport Interchange, Review of Environmental Factors - Submissions Report (Part 1-2)” (på engelska). Transport Infrastructure Development Corporation. Arkiverad från originalet den 26 mars 2012. https://web.archive.org/web/20120326135748/http://www.transport.nsw.gov.au/sites/default/files/b2b/projects/TIDC_SWRL_GTI_SubmissionsReport_Part1-2_2009_April.pdf. Läst 10 juli 2012.